# 状态转移方程
状态转移方程是線性齊次狀態方程的解。線性時不變狀態方程{\displaystyle {\frac {dx(t)}{dt}}=Ax(t)+Bu(t)+Ew(t)}可以用經典线性微分方程求解方法或拉普拉斯变换求解。